# اهتمام جزئي مستمر
عملية الاهتمام الجزئي المستمر (CPA) هي العملية التي تركز على الاهتمام الفوري بعدد من مصادر المعلومات الواردة، ولكن بمستوى سطحي. وقد تمت صياغة هذا المصطلح على يد ليندا ستون في عام 1998. ويصف المؤلف ستيفن برلين جونسون ذلك على أنه نوع من أنواع تعدد المهام: «فهو غالبًا ما يشتمل على استخلاص المعلومات السطحية من البيانات الواردة، وانتقاء التفاصيل ذات الصلة، والانتقال إلى التدفق التالي. فتكون منتبهًا، ولكن بشكل جزئي. ويعطيك ذلك القدرة على إلقاء شبكة أكبر، إلا أنه يعرضك لخطر عدم التركيز على دراسة الأسماك التي يتم اصطيادها.»
وقد أوضح ستون أن الاهتمام الجزئي المستمر لا يشبه تعدد المهام. عندما يكون الدافع وراء تعدد المهام هو الرغبة الواعية لتحقيق الإنتاجية والتميز بالفاعلية، يكون الاهتمام الجزئي المستمر عبارة عن عملية تلقائية، لا يحركها إلا «الرغبة في أن تصبح نقطة تتسم بالحيوية في الشبكة». ومقارنةً بالمهام المتعددة، لا يحتاج الاهتمام الجزئي المستمر الاهتمام الكامل (لذلك أطلق عليه اسم «الجزئي») وتكون العملية مستمرة وليست عرضية (وبالتالي أطلق عليه اسم «المستمر»).